# David Adams (Politiker)
David Adams (* 27. Juni 1871; † 16. August 1943 in Jesmond, Newcastle) war ein britischer Politiker (Labour Party).

## Leben und Tätigkeit
In seiner Jugend besuchte Adams die School of Art and Science am Armstrong College der University of Durham. Anschließend wurde er Ingenieur im Dienst des Speditionsunternehmen D. Adams and Company und bei der Anglo-Scottish Trading Company.
1902 wurde Adams in den Stadtrat von Newcastle gewählt. In dieser Gemeinde amtierte er von 1922 bis 1923 als Sheriff und von 1930 bis 1931 als Oberbürgermeister (Lord Mayor).
Bei der Parlamentswahl im Dezember 1918 bewarb Adams sich erstmals – erfolglos – um einen Sitz im House of Commons, dem britischen Parlament: Er kandidierte im Wahlkreis Newcastle upon Tyne West, unterlag aber Edward Shortt von der Liberal Party. Bei der Wahl des Jahres 1922 gelang es ihm dann erstmals, als Abgeordneter in das House of Commons einzuziehen, in dem er bis zu den Wahlen des Jahres 1923 Newcastle upon Tyne West vertrat. Bei der Wahl des Jahres 1923 verlor er seinen Sitz an den konservativen Gegenkandidaten Cecil Ramage. Bei den Parlamentswahl des Jahres 1924 kandidierte Adams erfolglos im Wahlkreis City of York und bei der Wahl 1931 erfolglos im Barrow-in-Furness für einen Sitz im House of Commons. Bei der Wahl des Jahres 1935 gelang es Adams schließlich als Abgeordneter für den Wahlkreis Consett ins Parlament zurück, in dem er nun bis zu seinem Tod im Jahr 1943 saß. Sein Mandat wurde anschließend von James Glanville übernommen.

## Familie
Adams war seit 1897 mit Elizabeth Havelock Patterson verheiratet. Aus der Ehe gingen zwei Söhne und eine Tochter hervor.